# Philippe Brennenstuhl
Philippe Brennenstuhl, né le 9 janvier 1956 à Genève, est un militant nationaliste suisse, président du Parti nationaliste suisse.

## Biographie
Brennenstuhl est attiré très tôt par les sports mécaniques, passe sa licence de moto à 16 ans et commence une carrière de pilote, à la fois automobile, moto, monoplace et avion. En 1988, victime d'un grave accident de la route, il doit abandonner ses espoirs d'une carrière sportive. Il poursuit en revanche comme coach, notamment pour Marcel Fässler, pilote GT/Open et Ferrari.
Ami intime de François Genoud, celui-ci le forme politiquement et l'introduit auprès de l'homme politique algérien Ben Bella. Brennenstuhl a été garde du corps et homme de confiance de plusieurs personnalités politiques et économiques comme l'homme d'affaires genevois Nessim Gaon et de l'ancien président  Ben Bella. En 1984, alors qu'il est au service de l'ancien président algérien, il est arrêté et condamné pour trafic d'armes.
En 1999, il est l'un des membres fondateurs, avec René-Louis Berclaz, de l'association Vérité et Justice. Il devient une « figure de l’extrême droite » en Suisse.

### Commémorations du Grütli
Il est orateur et coorganisateur de « manifestations patriotiques » non officielles du Grütli, depuis 2002 jusqu'en 2016. 
En 2005, le discours du président de la Confédération Samuel Schmid (UDC), faisant l'éloge de la politique suisse d'intégration, est copieusement hué, et le Conseiller fédéral est contraint de quitter les lieux à peine son discours terminé. À l'occasion du 1er août 2006, d'importantes mesures policières sont prises pour éviter des incidents similaires à ceux de l'année précédente. Un système de cartes d'accès au site est donc mis en place. La petite ville de Brunnen est maintenue toute la journée en état de siège et la police interdit l'accès du secteur à toute personne suspectée d'« extrémisme de droite ». 147 personnes seront expulsées manu militari du canton de Schwytz et 40 personnes, dont Philippe Brennenstuhl, seront arrêtées.
Le 4 août 2007, il commémore la fête nationale suisse trois jours après son déroulement officiel sur la plaine du Grütli, en prononçant un discours devant 300 militants aux accents antimondialistes, antisionistes et antimaçonniques.
En 2008, 300 personnes participent à la commémoration. Le 2 août 2009, une nouvelle célébration sur le Grütli rassemble cette fois 180 personnes. Les discours seront prononcés par Philippe Brennenstuhl, Dani Herger et Philippe Eglin. En 2012, la commémoration rassemble encore 200 personnes, mais seulement une cinquantaine de participants en 2014 et en 2016.

### Le PNS
Il est élu président du Parti nationaliste suisse (PNS) Vaud et Romandie en 2011 ne disposant d'aucun élu communal, cantonal ou fédéral.
Aux élections au Conseil National du 23 octobre 2011, il se présente seul sur la liste du Parti nationaliste suisse dans le Canton de Vaud. Il obtient 780 suffrages.
Il se représente aux élections au Conseil National du 26 octobre 2015 dans le même Canton, mais cette fois avec trois autres candidats : Jérémy Oguey, David Rouiller et Stéphane Creutzberg-Bernheim. La liste récolte 14 249 suffrages, soit 0,45 %.
En 2019, le PNS présente à nouveau une liste dans le canton de Vaud pour les élections au Conseil national. La liste comprend 11 candidats, dont 4 sont établis dans le Canton de Fribourg, la loi fédérale autorisant ce cas de figure. Au soir du 20 octobre 2019, sa liste n'obtient que 0,26 % des voix.

### Condamnation
Il est condamné en 2002 à trois mois de prison à la suite d'une dénonciation du conseiller national Vert Patrice Mugny, condamnation transformée en travail d'utilité publique pour avoir été co-éditeur du Contre-rapport Bergier, un document jugé raciste (Cp art. 261 alin.4) et révisionniste. 

## Théories
Philippe Brennenstuhl estime qu'une vision mondialiste est à l'œuvre et qu'elle s'acharne à faire disparaître la « patrie », pour la remplacer par une « citoyenneté humanisto-mondialisée ». Il considère que la politique d'immigration actuelle est une immigration sauvage organisée et la compare à une arme de destruction massive des peuples et des cultures.
Il appelle à délaisser l'Union européenne qu'il considère comme totalitaire. Il défend l'« homogénéité » des peuples d'Europe, qu'il définit d'abord par la patrie comme principe spirituel et par la nation comme principe matériel. Il estime que la fusion de ses deux principes correspond à un « ordre naturel ». Pour lui, le libéralisme capitaliste est le « jumeau mental » du communisme, un système tyrannique et destructeur des peuples.

## Publications
- La Suisse trahie - notre Constitution fédérale manipulée, Édition Patriot, 1350 Orbe, 2003-2004
- 1er août 2006 sur le Grütli - La trahison, Édition Patriot 1350 Orbe
- La Suisse trahie par le totalitarisme juridique, Orbe, Éd. Patriot, 2005Traduit en allemand sous le titre Verrat an der Schweiz : juristicher Totalitarismus.